# Blogosfera

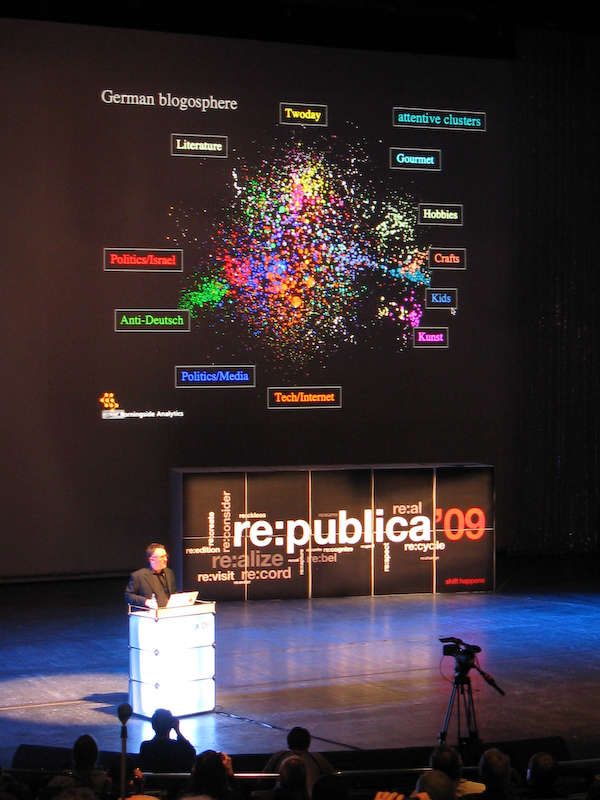
Exemplo da Blogosfera alemã

Blogosfera é o termo coletivo que compreende todos os weblogs (ou blogs) como uma comunidade ou rede social. Muitos blogs estão densamente interconectados; blogueiros leem os blogs uns dos outros, criam enlaces para os mesmos, referem-se a eles na sua própria escrita, e postam comentários nos blogs uns dos outros. Por causa disso, os blogs interconectados criaram sua própria cultura. Outros termos em uso incluem "blogtopia", "bloguespaço", "bloguiverso", "blogsilvânia" e "bloguistão".
O termo "blogosfera" pode ser qualificado. Pode-se falar da "blogosfera lusófona", da "blogosfera de esquerda" etc.
O conceito de blogosfera é importante para a compreensão dos blogs. Os blogs eles mesmos são, essencialmente, apenas o texto publicado dos pensamentos de um autor, enquanto a blogosfera é um fenômeno social.

## História
O termo "blogosfera" foi cunhado em 10 de setembro de 1999 por Brad L. Graham como uma piada. Ele foi recunhado em 2002 por William Quick e foi rapidamente adotado e propagado pela comunidade de blogs sobre guerras em curso (warblogs). Muitos continuaram a tratar o termo como uma piada. Todavia, a mídia estadunidense—o programa Morning Edition, da National Public Radio, Day To Day, All Things Considered e outros—começaram a usar o termo várias vezes para discutir opinião pública.
Acidentalmente ou não, o termo tem similaridade com a palavra mais antiga "logosfera". "Logo" significa muitas coisas, principalmente "palavra", e "esfera" pode ser interpretado como "mundo", resultando em "o mundo das palavras", o universo do discurso. O termo também se aproxima na pronúncia e no significado do termo "noosfera", o mundo do pensamento.

## Rastrear a blogosfera
A existência da blogosfera ocasionou o surgimento de diversos sites e serviços da Internet voltados a fornecer ferramentas para o acompanhamento da mesma. Sites como Technorati e Bloglines usam os links criados pelos blogueiros para rastrear as interconexões entre os blogs. Aproveitando as vantagens dos links em hipertexto, que funcionam como marcadores dos assuntos que os blogueiros estão discutindo, esses sites podem seguir o movimento de uma conversa de um blog a outro. Eles também podem ajudar os pesquisadores da informação a descobrir com que velocidade um meme espalha-se pela blogosfera.

## Críticas e reações
Vez que outra a blogosfera é designada ironicamente como "blogóbulo" por aqueles que desconsideram seu impacto fora de si mesma ou que a consideram insular.
Aqueles com blog, e que por isso participam da blogosfera, já foram tratados como "bloguesia".

## Divulgação na blogosfera
Uma das grandes novidades que vem tomando seu espaço na blogosfera são os sites agregadores de links. Estes sites tem como finalidade filtrar posts de blogs para apresenta-los em uma listagem, que de acordo com os critérios do site, atendem a um padrão de qualidade no dia. Desta forma, os usuários podem enviar seus posts para serem selecionados, além de poderem também acompanhar os posts de outros blogs da blogosfera. Isso auxilia ao usuário, pois ele pode encontrar em seu site preferido sempre um conteúdo que lhe agrade.